# ドイツの歴史
ドイツの歴史（ドイツのれきし）では、ドイツの歴史を述べる。

## 先史時代
旧石器時代にはネアンデルタール人、後にクロマニョン人（ハプログループI2a (Y染色体)）が居住した。
新石器時代にはハプログループG2a (Y染色体)によって農耕がもたらされたと考えられる。
青銅器時代になると、ビーカー文化等が起こり、インド・ヨーロッパ語族に属すゲルマン祖語を話す人々が到達したと考えられる。彼らは現在のドイツ人の多数派を占めるハプログループR1b (Y染色体)に属していた。

## 古代
ドイツの歴史における古代は、先史時代からゲルマン民族の大移動が始まるまでの長期に及ぶ。現在のドイツ南部では、およそ紀元前1300年から紀元前200年にかけて、ケルト人とイリュリア人の前期鉄器文化であるハルシュタット文化（紀元前1300年から紀元前400年）が栄え、のちに西部では地中海地方の文化的影響をより強く受けたケルト人のラ・テーヌ文化（紀元前500年から紀元前200年）に発展していた。ラ・テーヌ文化と同時期、ドイツ北部地域には鉄器文化のヤストルフ文化が形成され、紀元前5世紀ごろよりゲルマン語派が発生した。一方その東方ではイリュリア人と（さらに東方のチェルノレス文化の）元スラヴ人の混交により前期鉄器文化のポメラニア文化が発生し、これはのちによりスラヴ的なプシェヴォルスク文化に発展した。しかし、紀元前3世紀頃からゲルマン語派の人々はその範囲を少しずつ拡大し始め、北はスカンジナヴィア半島南部、東はバルト海南岸のポメラニア地方の細い地域を伝ってヴィスワ川河口域に達した。西や南では紀元前後の頃にはライン川・ドナウ川流域で古代ローマ世界と接触するようになった。ローマ帝国とゲルマニアの戦いは、キンブリ・テウトニ戦争（紀元前113年-紀元前101年）、ガリア戦争（紀元前58年-紀元前51年）、トイトブルク森の戦い（9年）、マルコマンニ戦争（162年-180年）が知られている。
その後、しばらくはライン川とドナウ川がローマ帝国とゲルマニアの境界線となっていた。357年、クノドマル王率いるアレマンニ族がローマ帝国領ガリアのアルゲントラトゥム（現ストラスブール）に侵攻したが撃退された（アルゲントラトゥムの戦い）。
4世紀後半にゲルマン民族の大移動が始まると、ゲルマン語派か否かに関わらず「ゲルマン人」と総称された諸部族（大衆語がゲルマン語派の部族のほか、ブルグント人のような、大衆語がケルト語派と思われる部族や、ヴァンダル人のような、大衆語がスラヴ語派と思われる部族、の3種類がいた）が南ヨーロッパでそれぞれの部族国家を築き上げた。451年、アッティラ率いるフン族がガリアに侵攻した（カタラウヌムの戦い）。被害を受けて勢力が弱まった西ローマ帝国は、フランク族（ゲルマン人の部族）の侵入を許すことになった。

## 中世
西ローマ帝国が崩壊し、その後にフランク王国が成立すると、ドイツ西部地域は徐々に中世封建社会へと移行していった。ドイツ東部地域ではプラハ文化が栄えたオボトリート族などスラヴ語派の強力な諸部族が勢力を拡大し、ドイツ中部のエルベ川に到達するとその西岸にまで版図を広げ、このあとの中世前期からフランク王国と真っ向から対峙することになる。

### フランク王国
-843年：詳細は「フランク王国」を参照。

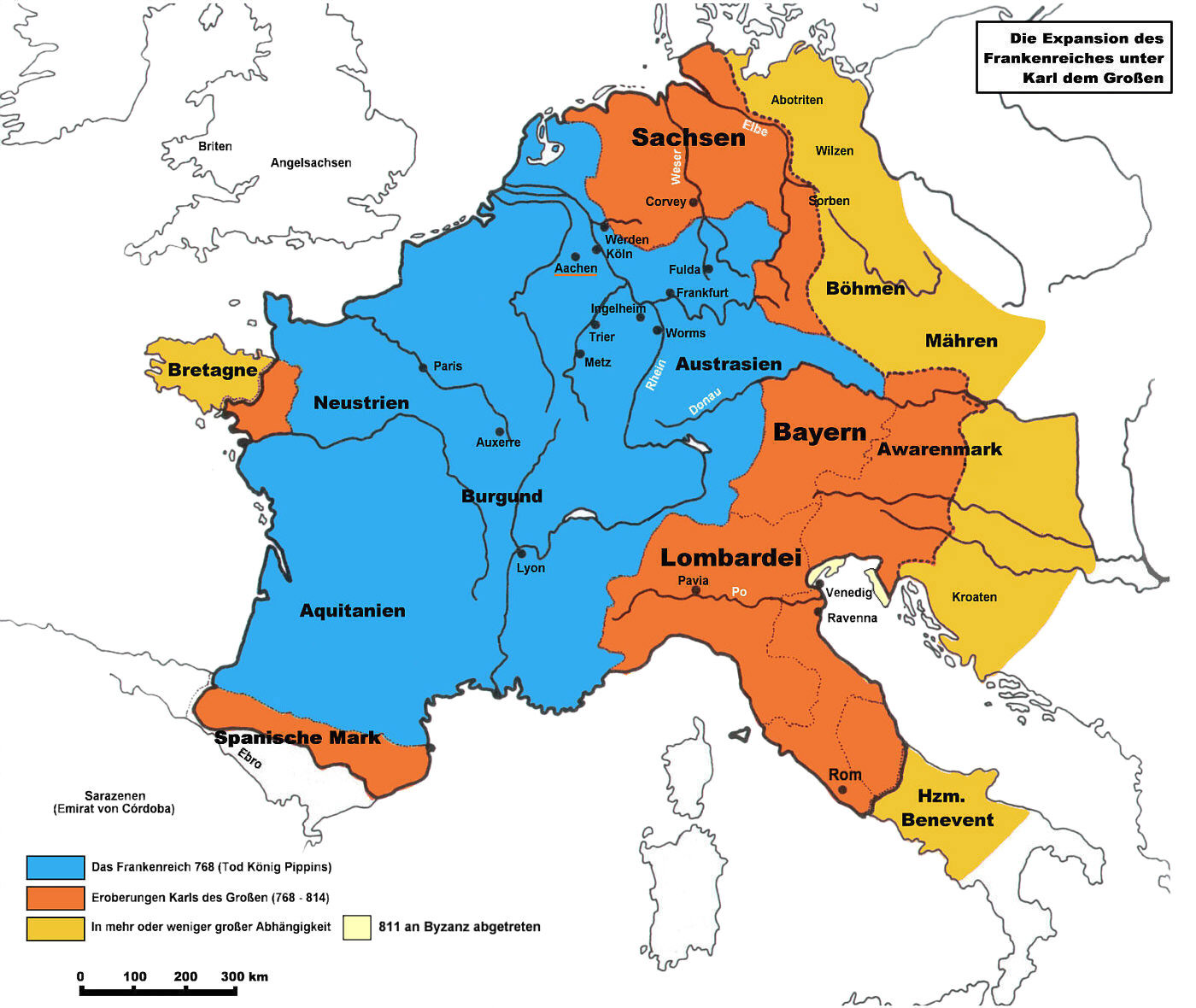
カロリング朝フランク王国の勢力拡大

4世紀後半より、ゲルマン人がライン川・ドナウ川を越えて本格的な移住を進め、旧ローマ帝国の領内にゲルマン人諸国家が成立した。その中で、5世紀末のガリアに登場したクロヴィスは、481年にフランク族を統一しフランク王国を建国、メロビング王朝を興した。フランク王国は、ローマ・カトリックを受容してラテン系住民からの支持を集めるなど、徐々に勢力を拡大させていった。
ゴート戦争（535年–554年）。
751年に至り、臣下であった小ピピン（ピピン3世）が教皇の支持を得て王位につき、カロリング王朝が興る。
ピピン3世の子カール大帝は、ザクセン人（現在のドイツ北西部）を平定し、バイエルン（現在のドイツ南部）にも勢力を伸ばして西ヨーロッパ世界の政治的統一を推進しつつ、東方から侵入してきたアジア系遊牧民のアヴァールを撃退するなどの活躍をみせ、800年にローマ帝国皇帝の冠をローマ教皇から授かって古代における皇帝の理念的継承者となった。このことは、東ローマ帝国に対する西ローマ帝国の再興を意味した。また、カール大帝はアーヘン（現在のドイツ北西部）の宮廷にブリタニアの僧アルクィンを招いて古典古代のラテン語文化を復興させ（カロリング・ルネサンス）、古典文化、ローマ・カトリック、ゲルマン人の諸要素を加えた独自のヨーロッパ世界を築き上げた。

### 東フランク王国
843年-962年：詳細は「東フランク王国」を参照。

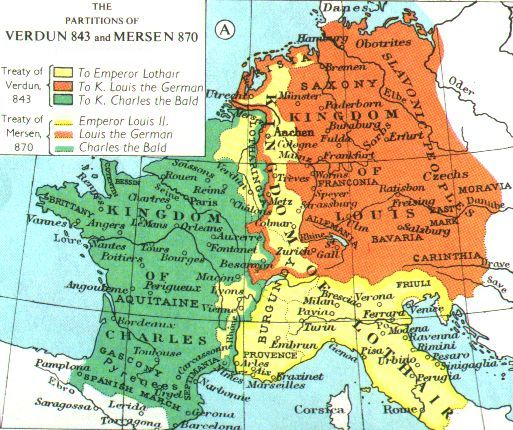
ヴェルダン条約とメルセン条約

次代の王ルートヴィヒ1世（敬虔王）の死（840年）後、843年にヴェルダン条約が結ばれフランク王国は3人の息子に分割された。これにより、東フランク王国・西フランク王国・中フランク王国（イタリア王国）が成立した。その後、870年のメルセン条約によって中フランク王国の一部が東西フランク王国に再分割され、領土において現在のドイツ、フランス、イタリアの原形が成立した。ただし、今日のようなドイツ人意識はまだ形成されていない。
911年のカロリング朝断絶後、東フランク王国（ドイツ王国）は選挙王制へと移行し、10世紀初頭にザクセン朝が成立した。初代のハインリヒ1世は、北方でノルマン人を撃退、東方でマジャール人を撃退した西スラヴ人諸部族の西への進出を食い止めることに尽力し、ザクセン朝フランク王国の土台を築いた。当時、西フランク王国の王権は極めて弱体で、イタリア王国も事実上崩壊へと向かっており、東フランク王が事実上西欧世界の盟主となっていった。2代目のオットー1世（大帝）は、引き続き侵入する外民族の討伐で活躍し、とりわけマジャール人を955年にレヒフェルトの戦いで撃退した。その一方でまた、イタリア遠征を敢行して教皇位をめぐる混乱を収拾させた。

### 神聖ローマ帝国
962年-1806年：詳細は「神聖ローマ帝国」を参照。

#### 「神聖ローマ帝国」の成立
これらの活躍を受けて、962年にローマ教皇ヨハネス12世がオットーにローマ皇帝の冠を授けた。いわゆる「オットーの戴冠」であり、これにより「神聖ローマ帝国」が成立したとされる（実際に「神聖ローマ帝国」という表現が史料上で現れるのは13世紀半ばである）。こうして、戴冠を受けた東フランク王オットー1世は、西ヨーロッパ世界における盟主としてその威光を高めた。また、このことによって教皇と皇帝という聖俗両権の頂点を中心とした楕円的な権力構造が西ヨーロッパ世界に形成された。しかし、この段階でも現在のドイツという感覚は希薄であり、歴代の東フランク王（かつ、教皇から戴冠された皇帝）は、ドイツ支配にとどまらずキリスト教理念に基づく普遍的な帝国の樹立を目指していた。そして、教会組織を通じた帝国統治を図ったため（帝国教会政策）、帝国内における皇帝権力は徐々に強化されていった。この過程でオットー3世は東の国境地帯を悩ます西スラヴ人諸部族に対応するため、彼らの背後にある強力な西スラヴ人国家ポーランドのボレスワフ1世と同盟を結び、1000年にはポーランドを公式訪問してグニェズノ大聖堂の参拝やボレスワフ1世との首脳会談を行い、その際ボレスワフ1世に対し神聖ローマ帝国の貴族の称号を授けている。
現代では、当時の歴代皇帝がイタリア遠征を繰り返したためドイツの分裂が進んだという見解もみられる。これは、19世紀に入ってナショナリズムが高揚する中で（ドイツ人という民族意識が民衆に共有される時代において）、ドイツの民族的統一を主張する勢力が主に展開したものである。まだナショナリズムが形成されていない中世においては、逆にイタリア政策を通じて皇帝権が正統化され、ドイツ内の諸侯に威光を示し帝国統治が円滑に進むこともあった。

#### 叙任権闘争
ザリエル朝の歴代皇帝も帝国教会政策を行い、皇帝権の強化を推し進めていった。一方で皇帝と結びついた教会組織も、土地の寄進などを通じて徐々に勢力を拡大させた。こうした中、教会組織が世俗権力の統制下におかれることを批判し、教会の純化を図る改革運動が、フランスのクリュニー修道院などで高まった。
歴代皇帝は真摯にキリスト教世界の指導者として振る舞い、実際には聖職叙任もおおむね適切なものであった。しかし、教会への影響力強化を図った教皇グレゴリウス7世は、世俗権力による聖職叙任自体を聖職売買と見なし、聖職叙任権を手中に収めようとした。その点で、叙任権闘争は単なる宗教問題にとどまらず、いわば皇帝が育てた果実を教皇が摘み取ろうとした権力闘争としての性格も有した。

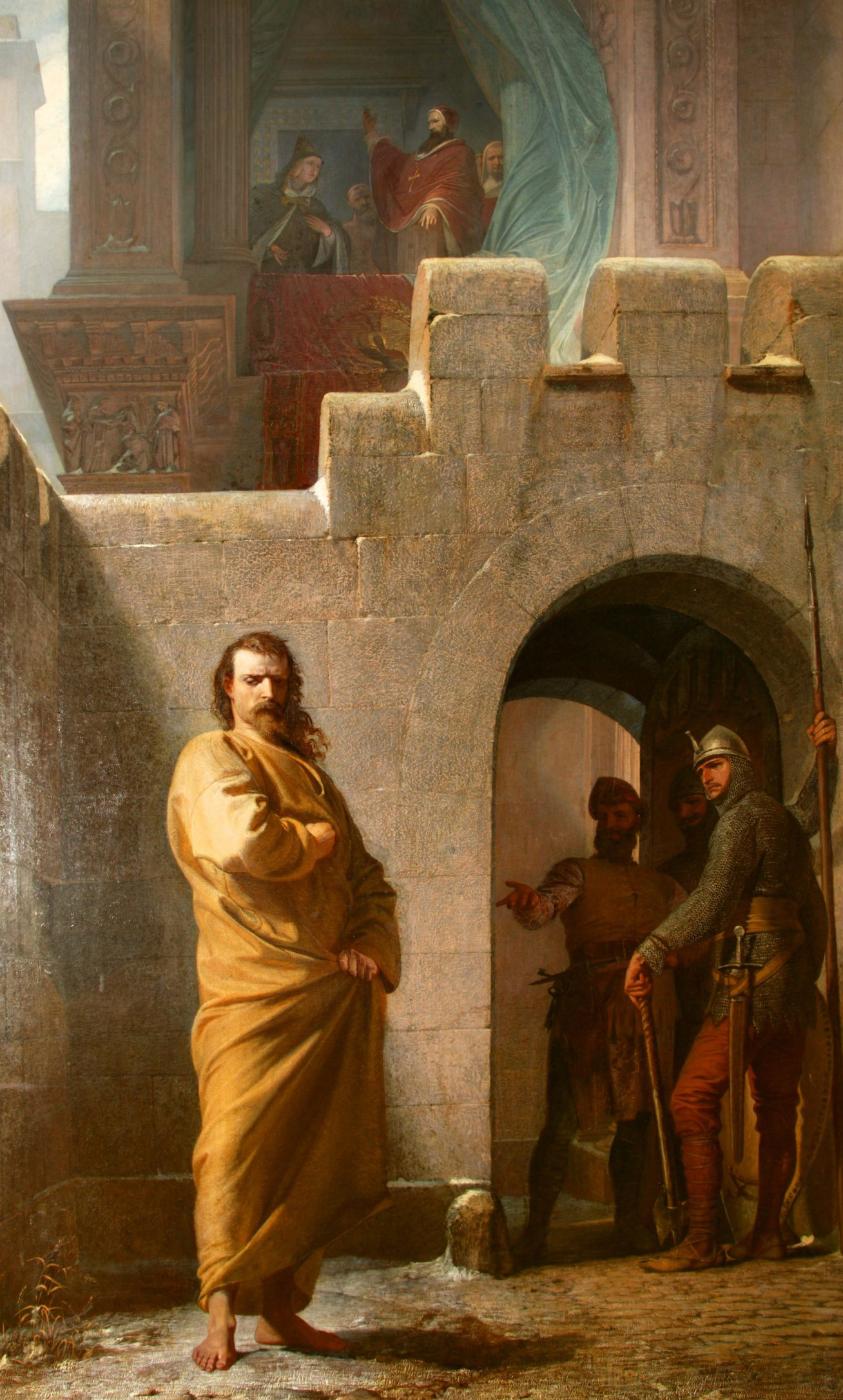
カノッサの屈辱

叙任権闘争の趨勢を決める上で重要な役割を果たしたのは、ドイツ内における有力諸侯であった。皇帝権強化による自らの権力低下を懸念した諸侯は、皇帝を牽制するためローマ教皇の支持に回った。こうして皇帝の地位が脅かされたハインリヒ4世は、教皇に対する謝罪を余儀なくされる（カノッサの屈辱）。さらに十字軍運動も開始され、第1回十字軍の軍勢が聖地を奪ってエルサレム王国を建国し、ローマ教皇の威光がますます高まった。こうした中、ハインリヒ4世の息子で次帝のハインリヒ5世が、ローマ教皇とヴォルムス協約を結び、叙任権闘争はひとまず終結した。
この協約で皇帝は叙任権を失ったものの、教会財産を封じる権利は確保された。そのため、世俗君主としての皇帝権は、ほとんど揺らいでいない。しかしながら、長期に渡る教皇との対立によって、理念としての皇帝権が深く傷つけられたのであった。こうして皇帝権は弱体化していき、皇帝の統制が緩む中で各地の領邦君主が自らの所領支配の強化に専念し始めた。のちの領邦国家体制の萌芽はこの頃に見い出される。

#### ドイツ諸都市の発展と東方植民
ゲルマン民族の大移動後、ドイツ人の居住地はエルベ川の西方に限定されていたが、封建制度が安定した12世紀から15世紀にかけて東方のスラブ人居住地への植民（東方植民）が活発に行われた。12世紀始めにはブランデンブルク辺境伯が置かれ、13世紀にはドイツ騎士団がバルト海沿岸を征服した。この両者は1618年に合併してブランデンブルク＝プロイセンとなった。同じ頃、商人と手工業者による中世都市がドイツ各地に築かれ、アーヘン、ケルンなど有力都市は皇帝から特許状をもらい帝国都市となった。13世紀には北ドイツの有力都市は相互の利益と防衛のためハンザ同盟を結成し、リューベックを盟主に最盛期には100を越える都市が参加した。

## 近世

### 宗教改革

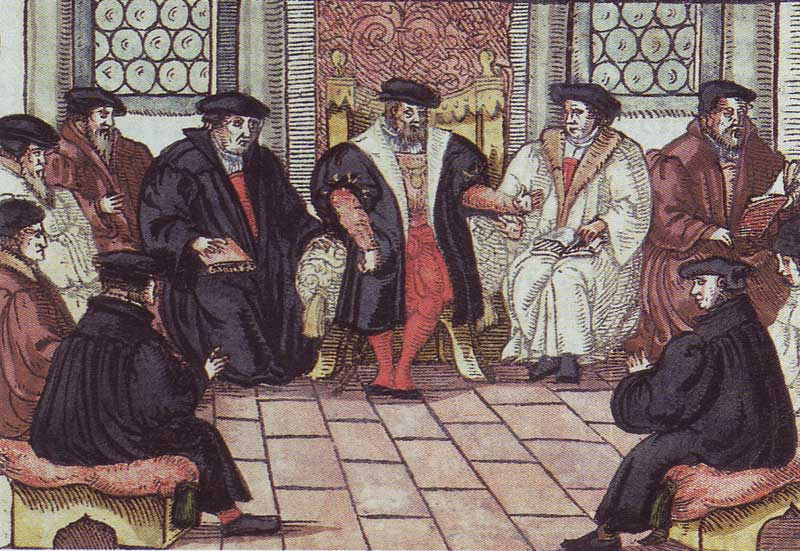
ライプツィヒ論争

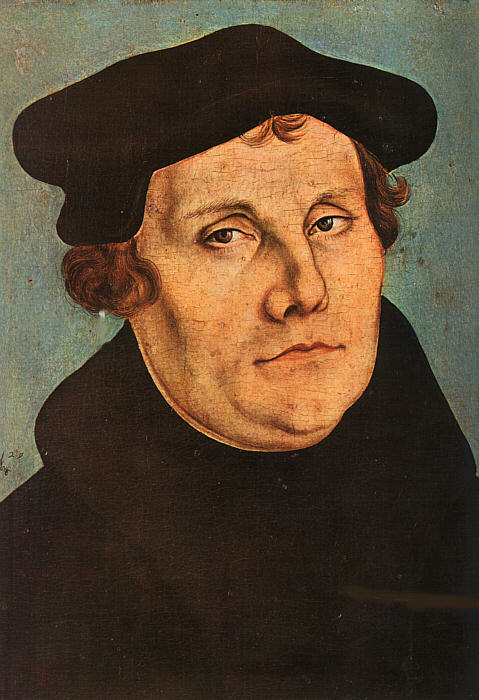
宗教改革の中心人物であるマルティン・ルター

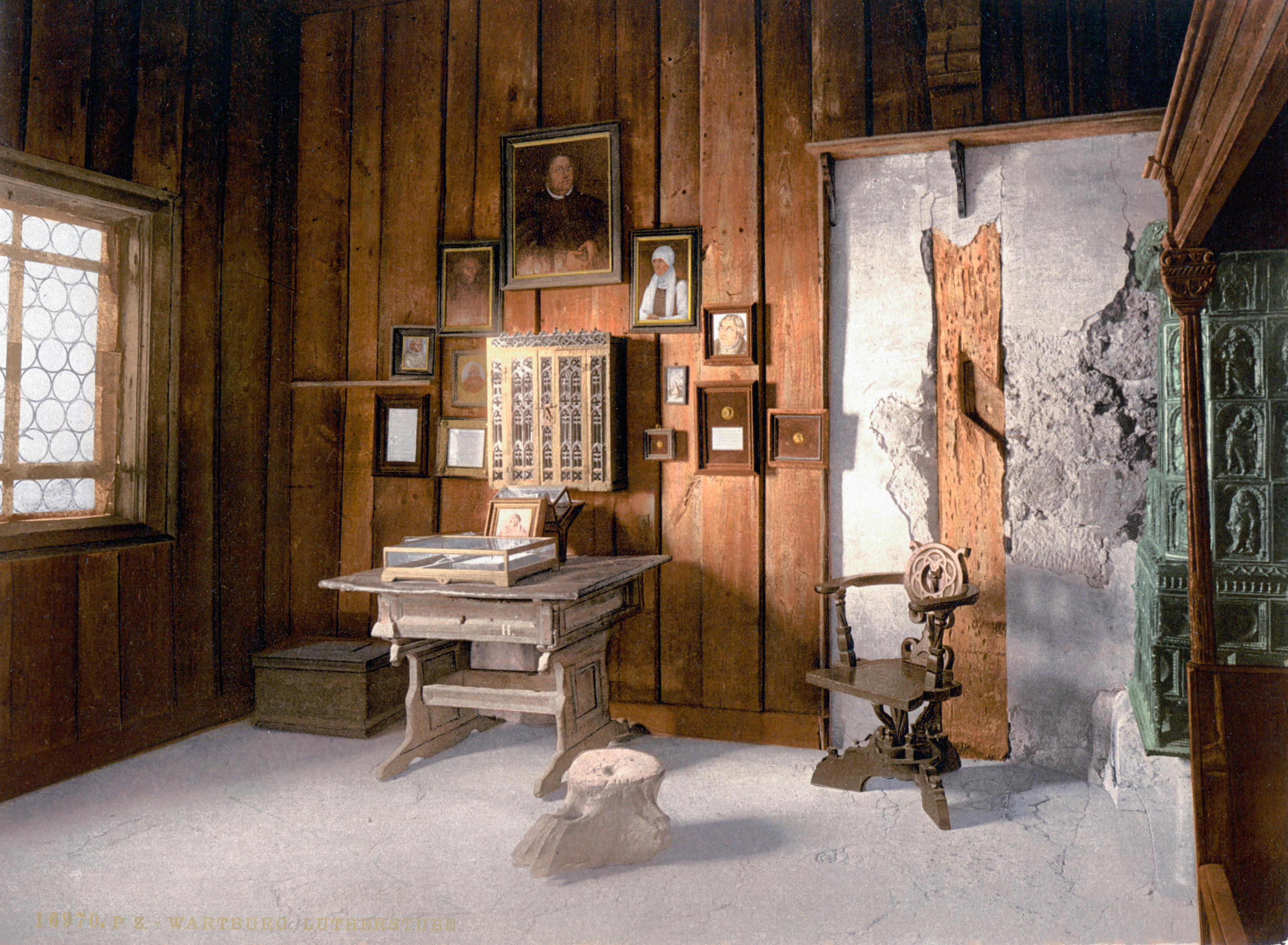
ルターはヴァルトブルク城の一室で新約聖書を翻訳した。

1517年、教会による贖宥状（免罪符）の販売に対して、ヴィッテンベルク大学神学部教授のマルティン・ルターが、95ヶ条の論題を示して批判を行った。まだ、この段階ではローマ教皇やカトリック教会そのものの批判にまでは至ることはなかったが、このルターの言動は大きな共感を持って受け入れられたため、ドイツ内に大きな波紋を生みだすことになった。事態の沈静化を図ったカトリック側は、論客ヨハン・エックをライプツィヒに送り、1519年にルターと討論させた。この場においてルターは、さらに踏み込んで教皇、カトリックに対する批判を示すことになった。
一方、当時はハプスブルク家が婚姻政策を通じてヨーロッパに広大な所領を有し、神聖ローマ皇帝位を世襲化させ、カトリック理念のもとで一元的なヨーロッパ支配を試みていた。こうした矢先に起こったルターの行動は、一元的な帝国支配を揺るがせる大きな障害となった。1521年、ルターはヴォルムス帝国議会において自説の撤回を求められたが、これを拒んで帝国追放刑を受けた。この際、反ハプスブルク、反教皇の立場をとる有力諸侯ザクセン公フリードリヒがルターを匿ったため、ルターは彼の所領内にあるヴァルトブルク城で、新約聖書のドイツ語訳に着手することになった。
既にルター以前より聖書のドイツ語訳は試みられていたが、彼の翻訳した聖書が定本となって、当時発達しつつあった印刷技術にも支えられて各地に流通していった。このことは、中世カトリック世界の権威的言語であったラテン語にかわり、各国の言語に聖書が翻訳される潮流を加速させることになり、文化的な一元性が解体され、各国の「国語」が形成される端緒となるものでもあった。

### 三十年戦争

ヴェストファーレン条約後のドイツ地方

三十年戦争が終わると、ドイツ地方各地には諸侯が分立し、自由都市や小国が独立国としての権威を獲得した。

## 近代

### ウィーン体制
1814年-1870年：詳細は「ウィーン体制」を参照。

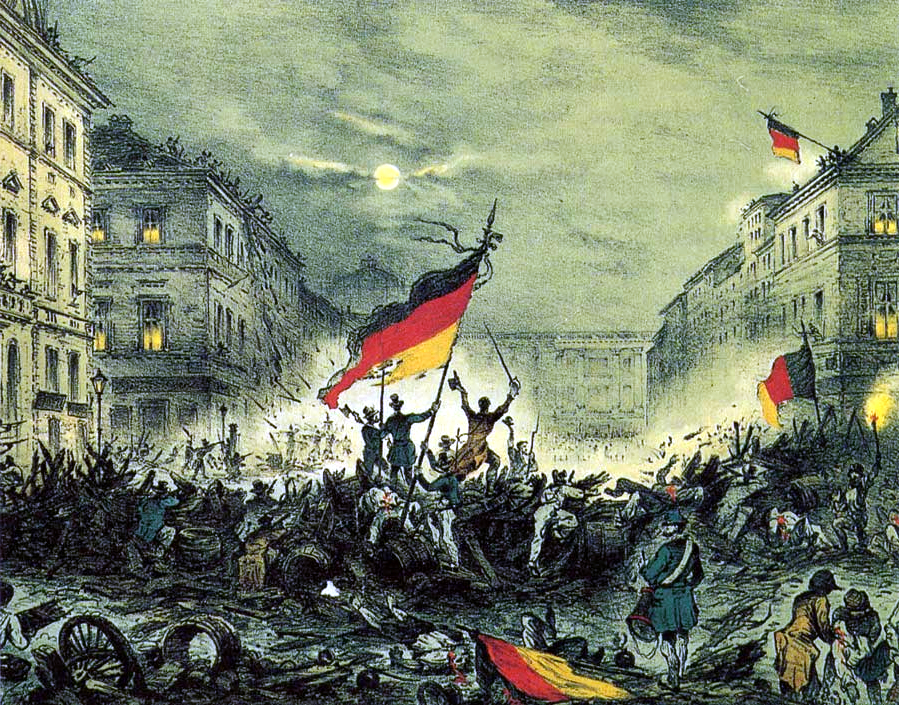
ベルリン三月革命

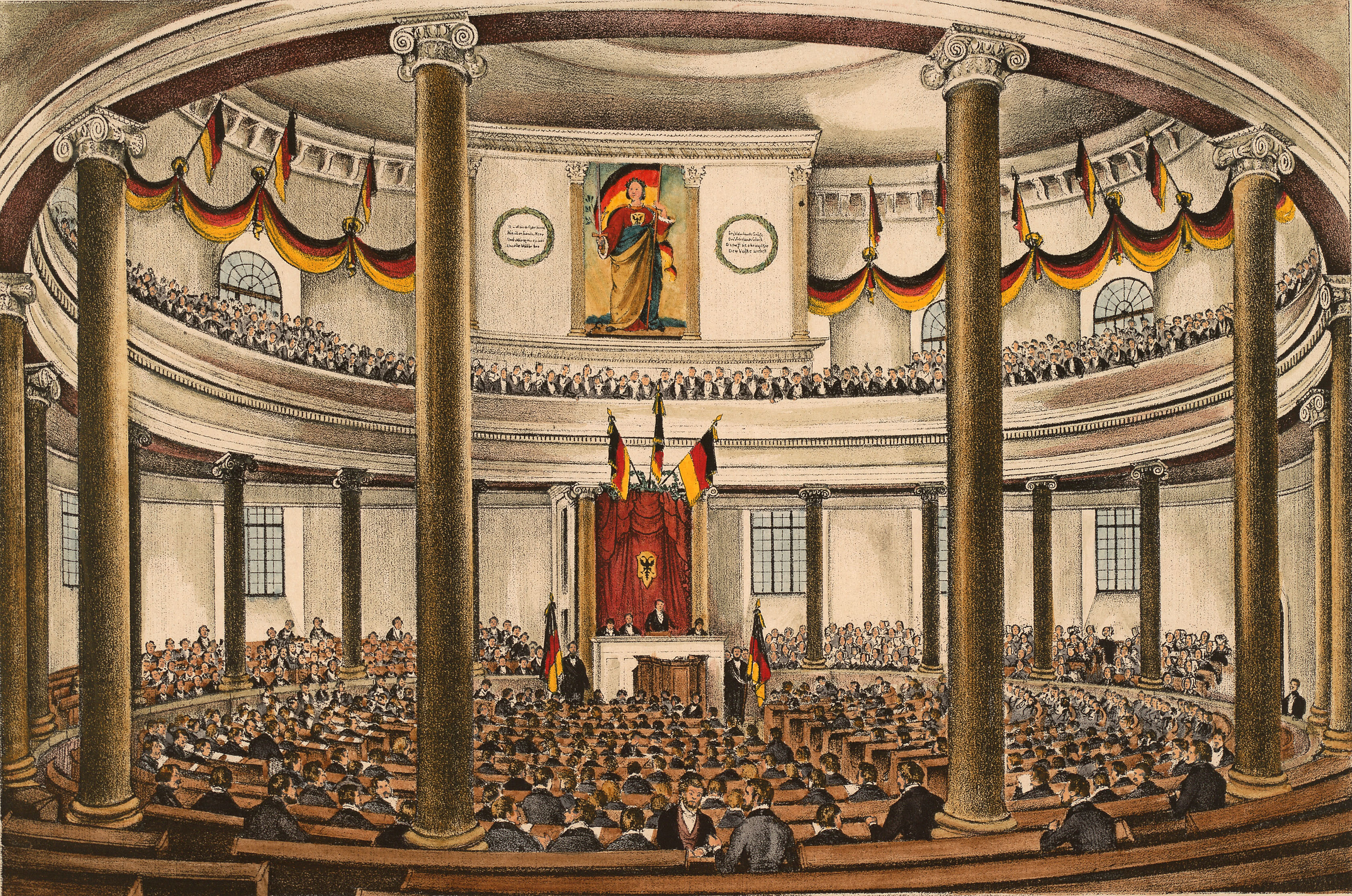
1848年から1849年にかけてフランクフルト・アム・マインで開催されたフランクフルト国民議会

ナポレオン・ボナパルトの敗北後、オーストリア帝国の宰相であるクレメンス・メッテルニヒの主導でウィーン会議が開催され、ウィーン体制と呼ばれるヨーロッパの国際秩序が形成された。それにより、ドイツではプロイセンがラインラントなどを獲得した他、ライン同盟の廃止とオーストリアを盟主とするドイツ連邦の結成が為された。
ウィーン体制下のドイツでは保守的な政治体制が続き、19世紀のヨーロッパを席巻した民族主義、自由主義の波及が食い止められていた。しかし、ドイツ関税同盟の成立等により、ドイツでも産業革命が急速に進展し、ブルジョワ階層が台頭するようになった。そして、経済活動の拡大を望むブルジョワやドイツ人の一体化を求める知識人達により、1848年革命が実行されることとなる。1857年、プロイセン王国などの有力諸邦とオーストリア＝ハンガリー帝国は、全参加国の銀本位制を恒久とするために造幣契約を締結した。

### ドイツ帝国

ドイツ帝国の国旗（1867年–1919年）。

1871年-1918年：詳細は「ドイツ帝国」、「ドイツ統一」を参照。

#### ビスマルク政権

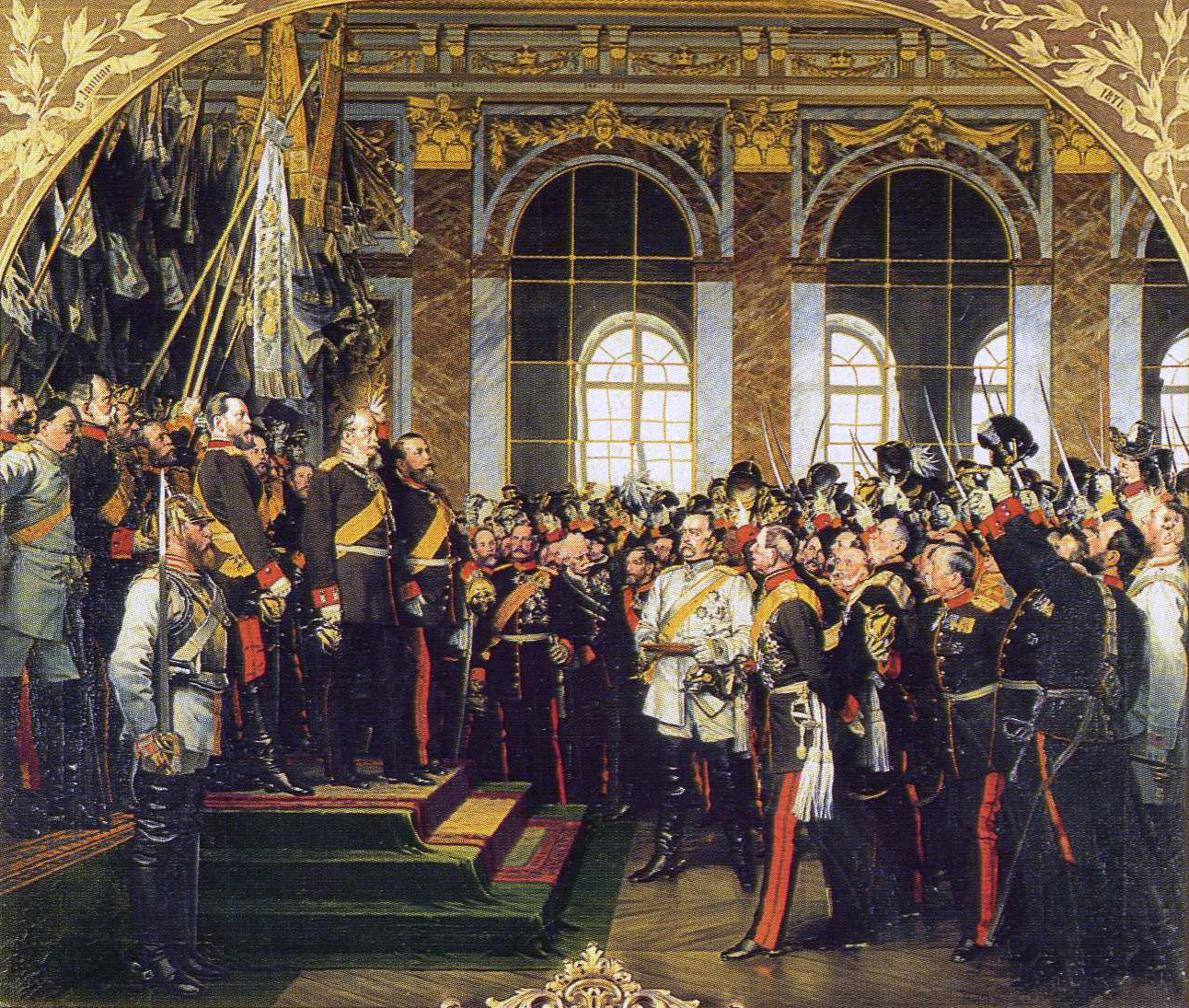
皇帝ヴィルヘルム1世の戴冠式。

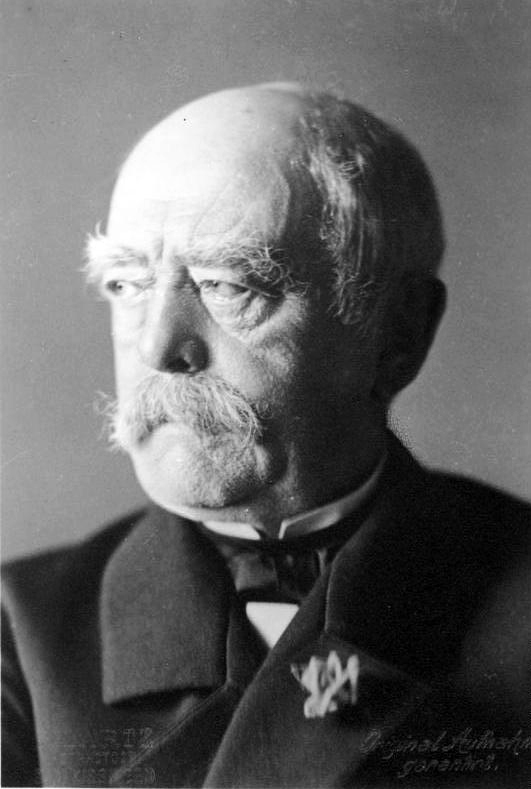
鉄血宰相オットー・フォン・ビスマルク。
アドルフ・ヒトラーとは異なり、現代のドイツにおいても偉大な政治家として挙げられている。

オットー・フォン・ビスマルク政権のドイツは、対外的にはヨーロッパの覇権調整の要として機能していた。その一方でイギリスとの親善外交、三帝同盟や三国同盟、再保障条約などで対仏包囲網を形成し、フランスに対する強い牽制を行った。これにより、同盟による戦争の予防が完成し、これをビスマルク体制と呼ぶ。しかしこの体制下では軍拡が行われやすくなり、これが第一次世界大戦の遠因にもなった。
内政においては皇帝ヴィルヘルム1世の下、宰相であるビスマルクに強大な権限が与えられており、半ば独裁的な政治が行われ、立法府である議会はほぼ形骸化した。また、この時期には中央政府に敵対する政治的勢力の排除も顕著に見られた。社会主義思想も厳しく取り締まられ、1878年には社会主義者鎮圧法が制定された。南ドイツを中心に勢力が残っていたカトリック系の宗教勢力も一掃された。

#### ヴィルヘルム2世の世界政策

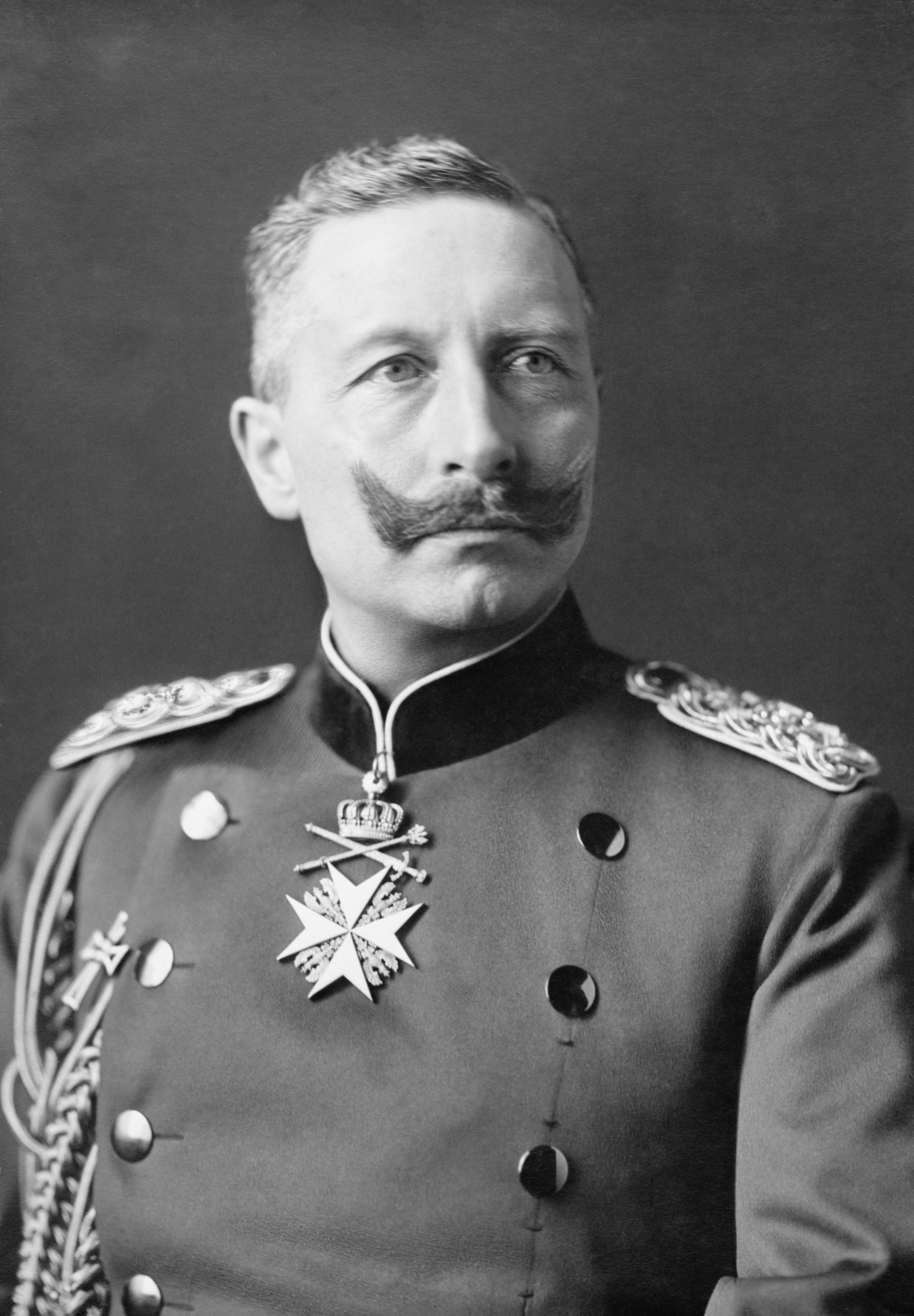
対外拡張政策を推し進めたヴィルヘルム2世
1918年、ドイツ革命で退位した帝政ドイツ最後の皇帝

ヴィルヘルム1世が死去し、続くフリードリヒ3世が早逝すると、若年のヴィルヘルム2世が即位した。このときも宰相は継続してビスマルクが務めたが、対外政策で意見が合わず、1890年ビスマルクは事実上更迭された。
ビスマルク更迭後、ヴィルヘルム2世は皇帝専制政治を行い、内政においてはビスマルクの政策を否定し、1890年に社会主義者鎮圧法を廃止した。そして、かねてより目指していたドイツの世界政策に乗り出す。中心となったのは植民地再分配であった。そのために海軍力の増強を目指し、結果イギリスとの建艦競争に陥り、対英関係を悪化させた。また、帝政ロシアとの再保障条約を解消し、ロシアとフランスの接近を許したことにより、露仏同盟形成の原因を作った。アジア進出も視野に入れ、イギリスの3C政策に対抗し、3B政策を展開。これにより、イギリスとの関係をますます悪化させ、英仏協商・英露協商の形成の遠因を作った。これらの政策により、ビスマルク体制は完全に崩壊し、対仏包囲網もいつの間にか対独包囲網に変化していった。

#### 第一次世界大戦
1914年6月28日のサラエボ事件を機にオーストリア＝ハンガリー帝国がセルビアに宣戦した際、ロシア帝国がセルビアを支援したため、同年8月1日に、同盟を理由にドイツ国はロシア帝国に対して宣戦した。その後、フランス、イギリス、日本なども連合国としてドイツをはじめとした中央同盟国へ参戦し、第一次世界大戦へと拡大した。開戦当初、短期決戦型のシュリーフェン・プランを計画していたが、タンネンベルクの戦い、マルヌ会戦では予想をはるかに上回る兵力と時間を費やした。

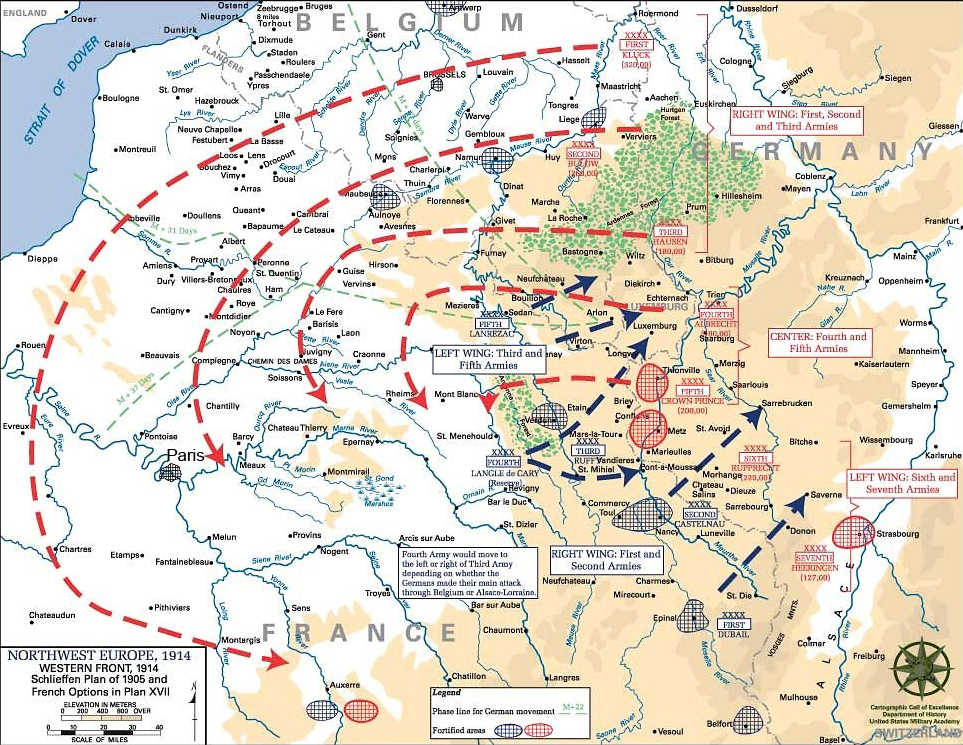
シュリーフェン・プランによる進軍図

1917年、ドイツは北海と地中海において無制限潜水艦戦を実行。これまで中立の立場を取っていたアメリカ合衆国も、公海の自由への侵害に怒り、4月にドイツに宣戦した。7月には、議会内の講和を図る勢力が台頭したが、これを制えたドイツ最高軍司令部（OHL）が事実上の軍事独裁体制を確立した。
1918年になると戦局は悪化の一途を辿り、ブルガリア、オスマン帝国、オーストリア＝ハンガリーの同盟諸国が相次いで降伏。11月のキール軍港での水兵の反乱を引き金にして、皇帝ヴィルヘルム2世は退位を発表、オランダに亡命した。1918年11月11日に、コンピエーニュの休戦協定により、第一次世界大戦は休戦した。

### ヴァイマル共和政
1919年-1932年：

戦後周辺国へ割譲されたドイツ本国の領土

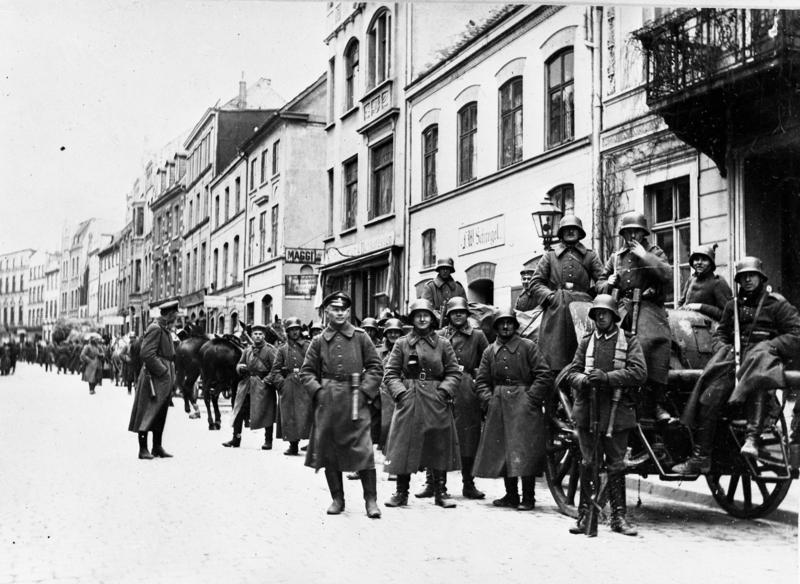
カップ一揆

帝政最後の宰相、バーデン公子マックスはドイツ社会民主党のフリードリヒ・エーベルトに首相位を委ねた。ドイツ社会民主党などの政党は人民委員会会議 (ドイツ)を形成したが、スパルタクス団等を中心とする左派は、さらなる革命の進展を求めていた。1919年初頭、スパルタクス団蜂起によって左派が壊滅すると、ヴァイマル共和国軍と強調したヴァイマル連合（ドイツ社会民主党、中央党、ドイツ民主党）が政権を握り、7月末には当時世界で最も民主主義的とされたヴァイマル憲法を制定した。君主制から共和制へと移行したドイツ最初の首相エーベルトが大統領となり、ドイツの統治に従事することとなった。
一方でパリ講和会議によって策定されたヴェルサイユ条約によって、敗戦国ドイツは植民地と領土の一部の割譲、莫大な賠償金の支払い、軍備の制限を負わされた。国内の経済や社会情勢に対する不満から、カップ一揆や共産党の蜂起、シレジア蜂起などの混乱が相次いだ。
賠償金総額が1320億マルクに確定されると、履行政策をとっていた政府は捻出に苦しみ、支払いの延期を要求した。フランスとベルギーはこれを許容せず、1923年1月11日のルール占領を招いた。ルール占領による産業の停滞と紙幣増刷による支援は、壊滅的なハイパーインフレーションをもたらした。政局も混乱し、en:Klaipėda Revoltやミュンヘン一揆やドイツ共産党の地方政府掌握が起こった。しかしグスタフ・シュトレーゼマンの活動と、フランスの行動を英米が非難するようになったこともあり（クライペダ・コンヴェンション）、賠償金支払いは緩和された（ドーズ案）。ヒャルマル・シャハト主導のレンテンマルク発行によってインフレも沈静化され、ドイツ経済は相対的な安定期を迎えた。シュトレーゼマンは連合国との協調政策をとり、ロカルノ条約を締結、国際連盟に加盟するなどドイツの世界的地位は向上しつつあった。
しかし1928年頃から経済が悪化し始め、1930年の世界恐慌によってドイツ経済が滅的な打撃を被ると、政界も混乱するようになった。議会に信を置かないパウル・フォン・ヒンデンブルク大統領は、自らの任命を権力の源泉とする大統領内閣を組織させ、大統領令による政治を行って議会をなかば無視するようになった。一方で人種主義を唱えるアドルフ・ヒトラーを指導者とする国家社会主義ドイツ労働者党（ナチ党）が台頭してきた。

### ナチス・ドイツ
1933年-1945年：

ナチス・ドイツの国旗。
ナチス政権時代（1933年-1945年）では、現在のドイツ国旗である黒赤黄の三色旗は「反動的」であるとして掲揚が禁止された。

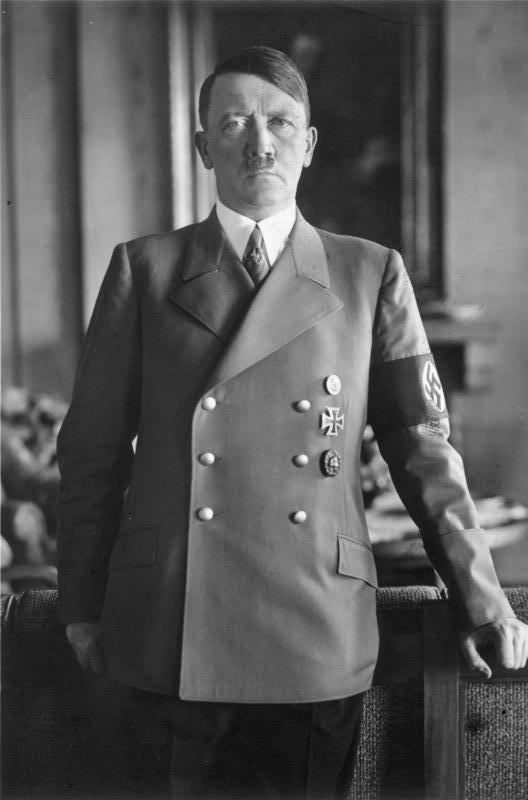
アドルフ・ヒトラー

1933年1月、アドルフ・ヒトラーは首相に任命され、政権を獲得した。ヒトラーおよびナチ党は国会議事堂放火事件を理由とする大統領令によって、政敵を拘束する権力を手に入れた。3月には全権委任法を制定し、国会の権力は失われ、政府は超憲法的な権力を手に入れた。さらに国内の政党を次々に解散させ、ナチ党による一党独裁体制を確立した。1934年7月の長いナイフの夜によって党内の最大勢力であった突撃隊の幹部を粛清した。8月にヒンデンブルク大統領が死ぬと、ヒトラーは首相に大統領の職を合一させ、さらに大統領の権力を個人である自分に委譲させた。この措置は民族投票によって賛同を得、これ以降ヒトラーの地位は日本語で総統と呼ばれる。
一方で、前政権から引き継いだ雇用増加政策や、アウトバーンなどの公共事業、そして軍備拡張などによって、ドイツの失業者は急速に減少し、1935年には完全雇用が達成された。経済は好況を迎えつつあったが、ヒトラーはさらなる軍備拡張と自給自足経済の確立を求め、反対したシャハトを放逐した。1936年からは四カ年計画が開始され、自給体制の強化を図ったが、経済の過熱と国家債務の膨張を引き起こしつつあった。またヒトラーは軍との協調関係を保ち、軍備の拡大を推進した。1935年にはヴェルサイユ条約の軍備制限を破棄して徴兵制を導入し、軍はドイツ国防軍に改組された。フランスやソビエト連邦はこの膨張政策を警戒したものの、イギリスは英独海軍協定を締結して宥和政策をとった。1936年には、非武装地帯となっていたラインラントに進駐を開始した（ラインラント進駐）。一方で、「非アーリア人」の公職追放や、ユダヤ人を法的に定義してその公民権を剥奪する（ニュルンベルク法）といった人種政策を推し進めた。
1936年には国家の威信を賭けた二つのオリンピック（ガルミッシュ＝パルテンキルヒェンオリンピック、ベルリンオリンピック）が行われた。外交政策においては、伝統的に協力関係（中独合作）であった中国と国益の似通う（のちに軍事同盟を締結する）日本のどちらと友好関係をとるか、政権内で駆け引きが続いていた。しかし1936年には、ソビエト連邦を仮想敵とする日独防共協定を締結し、日本重視の政策に転換しつつあった。1938年には満州国を正式に承認し、中国に派遣していたドイツ軍事顧問団を召還した。
1938年にはオーストリアを併合（アンシュルス）。9月にはチェコスロバキアに対し、ドイツ系住民が多く存在するズデーテン地方の割譲を要求した。チェコスロバキアと英仏は反発し、戦争突入の寸前にまで陥ったが、イタリアのベニート・ムッソリーニの提唱により英仏独伊の4ヶ国の首脳によるミュンヘン会談が開かれ、ヒトラーは英仏から妥協を引き出すことに成功した。この時ヒトラーが英国のネヴィル・チェンバレン首相に出した条件は「領土拡張はこれが最後」というものであった。しかしヒトラーはこの約束を遵守せず、翌1939年にはドイツ系住民保護を名目にチェコスロバキア全土に進軍、傀儡政権として独立させたスロバキアを除いて事実上併合した。オーストリア・チェコスロバキアを手に入れたヒトラーの次の目標は、ポーランド回廊およびダンツィヒ自由市であった。ヒトラーは軍事行動に先立って、犬猿の仲とされたヨシフ・スターリン率いるソビエト連邦との間で独ソ不可侵条約を締結。これは世界中を驚愕させた。

#### 第二次世界大戦

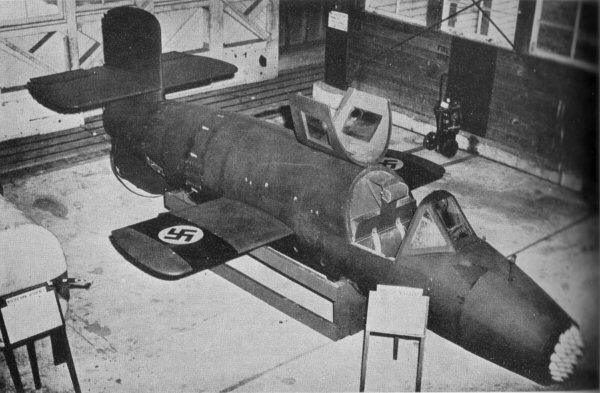
大戦末期に開発されたロケット戦闘機バッフェムBa349aナッター

ヒトラーは16カ条にわたる要求をポーランドに提示した。ポーランドがこれを無視すると、独ソ不可侵条約締結から7日後の1939年9月1日に、ドイツ軍はポーランドへ侵攻した。ヒトラーは「イギリスとフランスは参戦しないだろう」と判断していたが、イギリスとフランスはドイツに宣戦を布告し、第二次世界大戦が勃発した。しかし、戦争準備が十分でなかった英仏はドイツへの攻撃を行わず、ドイツもポーランドに大半の戦力を投入していたため、独仏国境での戦闘はごく一部の散発的なものを除いて全く生じなかった。ポーランド軍はドイツ軍の攻勢により1ヶ月で崩壊。国土をドイツとソ連に分割された。
1940年春には、ドイツ軍はデンマーク、ノルウェーを立て続けに占領し、5月にはベネルクス三国に侵攻、制圧した。ドイツ軍は強固なマジノ線が敷かれていた独仏国境を避け、ベルギー領のアルデンヌの森を突破に一気にフランス領内に攻め込んだ。ドイツ軍は電撃戦によりフランスを圧倒し、1ヶ月でフランスを降伏に追い込んだ。一方で貧弱な同盟国であるイタリアの救援として北アフリカ戦線、バルカン半島戦線に部隊を派遣。バルカン半島からギリシャにかけての地域を完全に制圧し、北アフリカではイギリス軍を一時アレクサンドリア近辺まで追い込んだ。イギリスを除く西ヨーロッパのほぼ全ての地域を征服したドイツ軍は、イギリス本土上陸作戦（アシカ作戦）の前哨戦としてブリテン島上空の制空権を賭けてバトル・オブ・ブリテンを開始したが敗北。英本土上陸は中止に追い込まれた。ヒトラーは対ソ戦の準備を開始させた。
1941年6月22日、ドイツは突如不可侵条約を破棄しソビエト連邦に侵攻する（バルバロッサ作戦）。ソ連軍は完全に不意を突かれた形となり、大粛清によるソ連軍の衰弱の影響もあり、ドイツ軍は同年末にはモスクワ近郊まで進出した。しかし、冬将軍の訪れと補給難、ソ連軍の粘り強い抵抗により撤退した。独ソ戦はこう着状態となり、ヒトラーが当初目論んだ1941年内の打倒ソ連は失敗に終わっただけでなく、ドイツ軍は消耗しつつあった。大日本帝国海軍によるアメリカ合衆国ハワイへの真珠湾攻撃の3日後、これを天佑と見たヒトラーは対米宣戦布告を行った。
1942年夏、ドイツ軍はブラウ作戦を発動しソ連南部に進攻。ドイツ軍は得意の電撃戦でスターリングラードまで進出した。しかしスターリングラード攻防戦は長期化し、逆にソ連軍に包囲されてしまう。翌1943年2月、スターリングラードの第6軍は降伏。1個軍が包囲殲滅されるという致命的な大敗を喫したドイツ軍は、東部戦線での主導権をソ連に明け渡すこととなる。一旦は戦線を持ち直したものの、7月のクルスクの戦いを最後にドイツ軍が東部戦線において攻勢に回ることはなかった。クルスクでの戦いの最中には、イタリアのシチリア島に連合国軍が上陸。翌月にはイタリア本土に連合軍が上陸し、9月にはイタリアは連合国軍に降伏した。ドイツ軍は直ちにイタリア北部を制圧し、イタリア戦線が開始された。
1944年6月、連合軍がフランス北部のノルマンディーに上陸（ノルマンディー上陸作戦）し、ドイツ軍は二正面作戦を余儀なくされた。同時期には東部戦線でもソ連軍によるバグラチオン作戦が開始され、ドイツ軍の敗色は濃厚となった。7月にはヒトラー暗殺計画（ワルキューレ作戦）が実行されたが失敗に終わった。東部戦線でのソ連軍の進撃に伴い、ルーマニア・ブルガリア・フィンランドといった同盟国が次々に枢軸側から離反した。各地で敗退を続けるドイツ軍は、同年12月に西部戦線で一大攻勢に打って出た（バルジの戦い）が失敗した。
1945年に入ると連合軍のライン川渡河を許した。東部戦線でもソ連軍が東プロイセンを占領し、オーデル・ナイセ線を越えた。4月になるとソ連軍によるベルリン総攻撃が開始され、その最中の4月30日に、ヒトラーは総統官邸の地下壕で自殺した。ヒトラーの遺言により、カール・デーニッツ海軍総司令官が大統領となり、暫定政府（フレンスブルク政府）を率いることとなった。5月2日にベルリンはソ連軍によって占領され、ベルリンの戦いは終了した。5月8日、ドイツ軍は正式に連合国に対して無条件降伏した（ドイツの降伏文書）。

### 東西分断ドイツ
1945年-1989年

1945年以降、ドイツの分割占領

第二次世界大戦後、ヤルタ協定などの取り決めによってドイツの処分が行われた。ポーランドを再建設するに当たって、ドイツ領東部をポーランド領とし、オーデル・ナイセ線を暫定的な国境とすることにされた。また飛び地となっていた東プロイセン地方はポーランドとソビエト連邦が分割した。このため、かつてのポーランド分割以来、長く領有していた東部地域と、ドイツ帝国統一の立役者であるプロイセンを完全に失った。これら喪失領土や、占領地にいたドイツ人はその地の政府に追放され、難民として残った国土に流れ込んだ（ドイツ人追放）。ドイツには中央政府が存在しないとされ（ベルリン宣言）、アメリカ合衆国、イギリス、フランス、ソビエト連邦の4ヶ国によって分割占領され、更に首都ベルリン市内も4ヶ国で分割された。
しかしアメリカおよび西側諸国とソ連がイデオロギーや勢力圏をめぐって対立を深め、やがて「冷戦」と呼ばれる対立状態になると、ドイツの占領統治にも大きな影響を与えた。1948年、米英仏占領地域（トライゾーン）が独自に通貨改革を行うと、対抗したソ連がベルリンの米英仏占領地区へ繋がる陸路を完全に遮断（ベルリン封鎖）。アメリカはこれに対して食料物資を空輸することで封鎖を崩し、ソ連もすぐに封鎖を解いたが、両者の溝は埋まることはなかった。

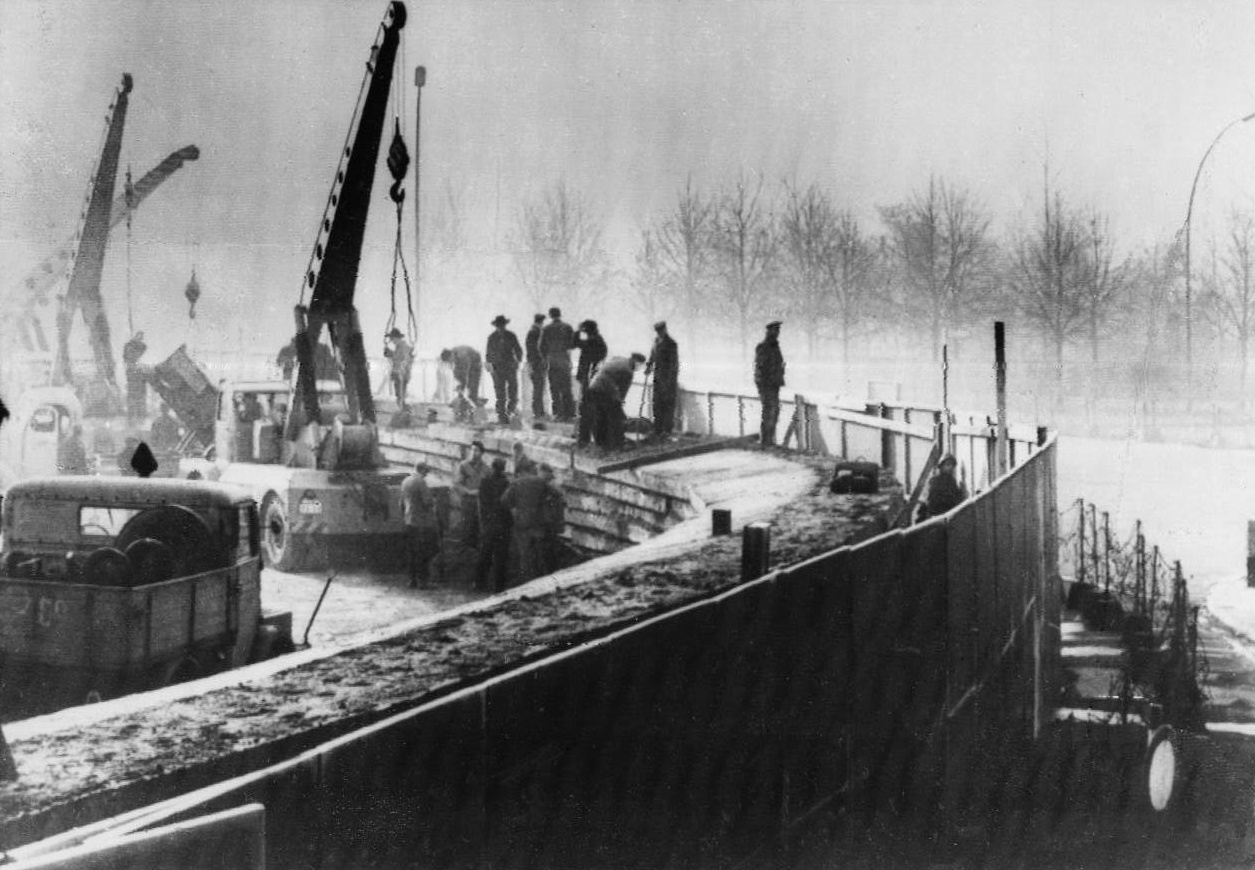
建設中のベルリンの壁

1949年5月24日、米英仏占領地域に自由主義・資本主義のドイツ連邦共和国（西ドイツ）臨時政府が成立し（主権回復は1955年5月）、これを受けて10月7日には、ソ連占領地区に共産主義のドイツ民主共和国（東ドイツ）が成立し、ドイツ国家と民族は東西に分断された。当初、西ドイツ首相のコンラート・アデナウアーは、「一つの国民、一つの国家」というハルシュタイン原則に従って外交政策を展開したため、東西ドイツ両政府間の関係は緊迫した常態が続き、1961年にはベルリンの壁が建設された。
しかし、1970年代になると、西ドイツ首相のヴィリー・ブラントが提唱した「一つの国民、二つの国家」という東方政策が定着し、東西ドイツ両体制の認定を前提とした西ドイツ国民の自由往来と経済交流が実現した。これにより、東西ドイツ両国は関係を正常化させ、同時に国際連合へと加盟することに成功した。

## 現代

### ドイツ再統一
1990年-：詳細は「ドイツ再統一」を参照。

1990年のドイツ統一

冷戦が終結に向かい、1989年の東欧革命によって東ドイツも変容し、1989年11月9日にはベルリンの壁が崩壊した。そして、1990年10月3日には東ドイツが自壊し、東ドイツ地域の諸州がドイツ連邦共和国（西ドイツ）に編入される形で再統一が達成された。

### 冷戦後から21世紀

欧州連合（EU）の中心的メンバーを担う。

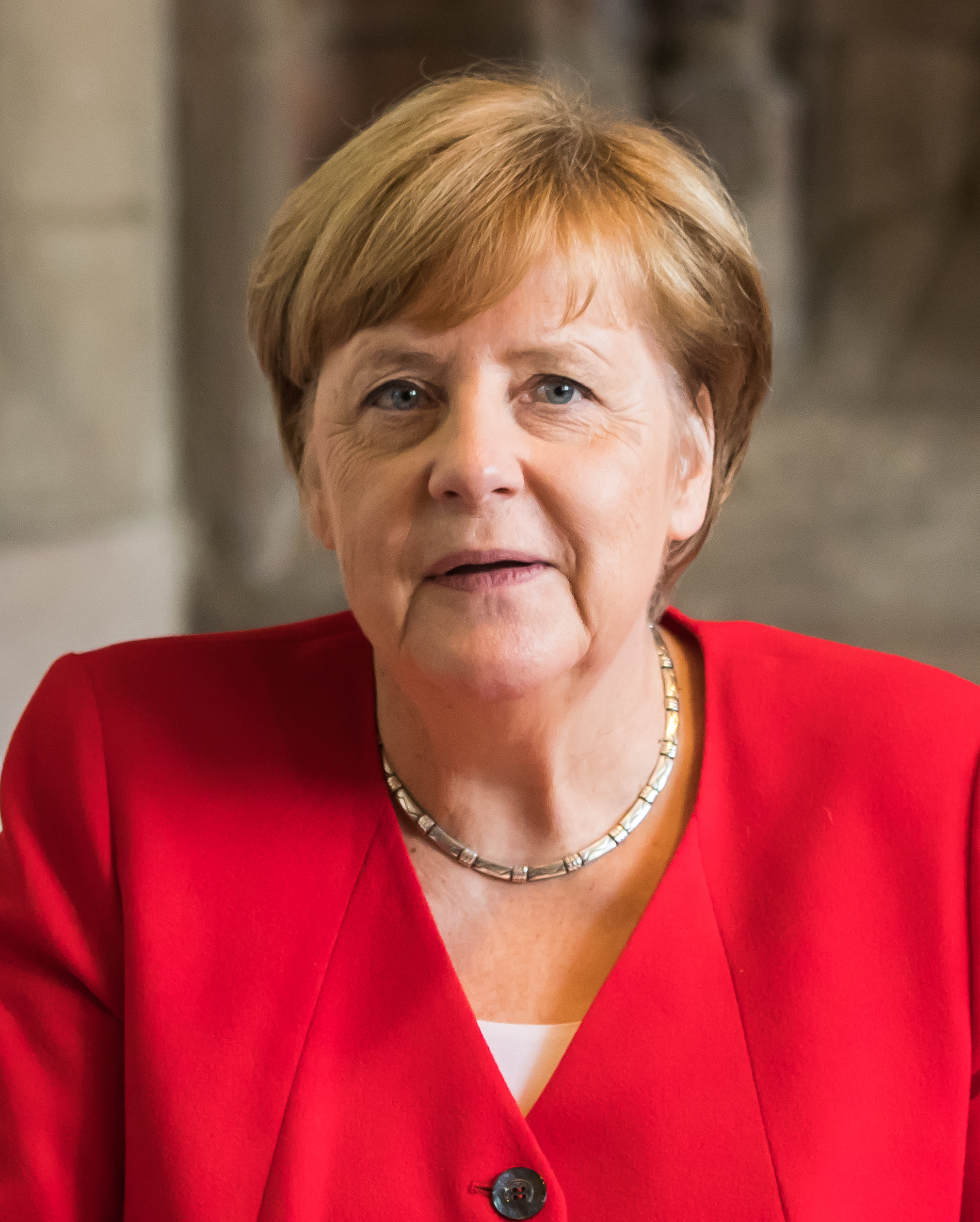
第8代首相メルケル氏

統一後の最大の懸案は、旧東ドイツ地域の北大西洋条約機構（NATO）加盟であったが、ソ連が譲歩する形でこれも認められた。そして、1991年12月25日には、冷戦の盟主国の一つであるソビエト連邦が崩壊し、その大部分がロシア連邦となった。1992年にはマーストリヒト条約が発効して欧州連合（EU）が発足、ドイツは欧州の中核国として存在感を増すこととなった。一方で、統一後の東西の経済的地域格差や環境問題、ネオナチの台頭など問題も山積している。
対外的には欧州の国家間の結束を強固にすることに努力し、コソボ紛争にはNATO加盟国の義務として第二次世界大戦後初めて参戦、隣国フランスと関係を強め、独仏合同旅団・欧州合同軍の設置やNATOとEUの東方拡大を歓迎した。対米関係では、2001年9月11日発生のアメリカ同時多発テロに対しては、テロとの戦いを支持してアフガン侵攻に参戦したが、2003年のイラク戦争にはフランスやロシアとともに反対し、両国の間は急速に冷え込んだ。
2005年11月22日に史上初の女性の連邦首相に就任したドイツキリスト教民主同盟（CDU）のアンゲラ・メルケルが長期政権を担い、2017年ドイツ連邦議会選挙を経て首相4期目に入り、難民問題などさまざまな課題に直面していた。2017年には、同性結婚が合法化された。
2021年ドイツ連邦議会選挙ではドイツ社会民主党が連邦議会の第1党になった。